# IC 1330
IC 1330 — галактика типу Sc (компактна спіральна галактика) у сузір'ї Водолій.
Цей об'єкт міститься в оригінальній редакції індексного каталогу.